# 獨立廣場站
獨立廣場站（羅馬化：Maidan Nezalezhnosti,  （ⓘ））是基輔地鐵奧博隆-特列姆基線的一個車站，開通於1976年12月17日。站名取自於獨立廣場。該站曾名為十月革命廣場。

## 外部連結
- Kyivsky Metropoliten — Station description and photographs （乌克兰語）
- Metropoliten.kiev.ua （页面存档备份，存于） — Station description and photographs （俄文）